# Пузыренки
Пузыренки — деревня в Котельничском районе Кировской области в составе Котельничского сельского поселения.

## География
Располагается непосредственно у южной окраины райцентра города Котельнич.

## История
Известна с 1802 года как деревня Конона Корякина с 2 дворами. В 1873 году здесь (деревня Конона Корякина или Пузыри) было отмечено дворов 4 и жителей 29, в 1905 (починок с тем же названием) 7 и 45, в 1926 (деревня Пузыри или Конона Корякина) 18 и 74, в 1950 19 и 60, в 1989 проживало 69 человек. Настоящее название утвердилось с 1939 года.

## Население
Постоянное население  составляло 55 человек (русские 94%) в 2002 году, 47 в 2010.